# Burni Ujungsawah
Burni Ujungsawah är ett berg i Indonesien.   Det ligger i provinsen Aceh, i den västra delen av landet, 1 600 km nordväst om huvudstaden Jakarta. Toppen på Burni Ujungsawah är 1 160 meter över havet.
Terrängen runt Burni Ujungsawah är kuperad åt nordost, men åt sydväst är den bergig. Runt Burni Ujungsawah är det mycket glesbefolkat, med 3 invånare per kvadratkilometer. I omgivningarna runt Burni Ujungsawah växer i huvudsak städsegrön lövskog.